# ورزشکاه آگبورو
ورزشکاه آگبورو (به انگلیسی: Aggborough Stadium) یک ورزشگاه در بریتانیا است که در کیدرمینستر واقع شده‌است.